# Thelypteris xylodes
Thelypteris xylodes là một loài thực vật có mạch trong họ Thelypteridaceae. Loài này được (Kunze) Ching miêu tả khoa học đầu tiên năm 1936.